# علاقات غينيا الخارجية

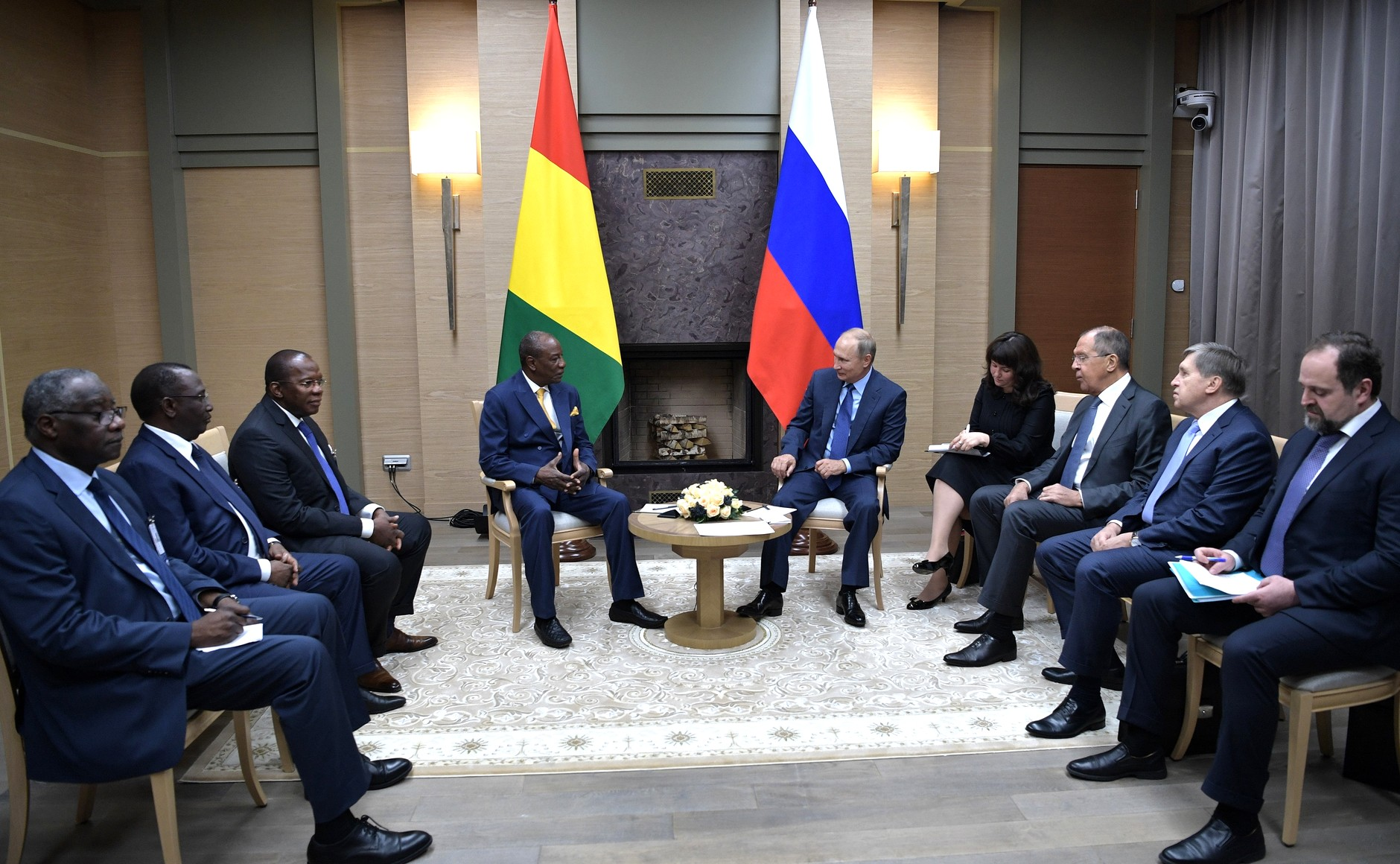
الرئيس الروسي فلاديمير بوتين مع رئيس جمهورية غينيا والرئيس الحالي للاتحاد الأفريقي ألفا كوندي

تحسنت العلاقات الخارجية لغينيا، بما في ذلك العلاقات مع جيرانها في غرب إفريقيا، بشكل مطرد منذ عام 1985.

## التاريخ الدبلوماسي
أعادت غينيا العلاقات مع فرنسا وألمانيا الغربية في عام 1975، ومع ساحل العاج المجاورة والسنغال في عام 1978. [بحاجة لمصدر] غينيا نشطة في الجهود الرامية إلى التكامل والتعاون الإقليميين، خاصة فيما يتعلق بمنظمة الوحدة الأفريقية والجماعة الاقتصادية لدول غرب إفريقيا (ECOWAS). [بحاجة لمصدر] شاركت غينيا في كل من الجهود الدبلوماسية والعسكرية لحل الصراعات في ليبيريا وسيراليون وغينيا بيساو، وساهمت بوحدات من القوات في عمليات حفظ السلام في البلدان الثلاثة كجزء من فريق المراقبين العسكريين التابع للمجموعة الاقتصادية لدول غرب أفريقيا. عرضت غينيا اللجوء لأكثر من 700000 لاجئ ليبيري وسيراليوني وغيني بيساو منذ عام 1990، على الرغم من التكاليف الاقتصادية والبيئية التي ينطوي عليها. [بحاجة لمصدر] غينيا هي أيضا عضو في المحكمة الجنائية الدولية لديها اتفاقية حصانة ثنائية لحماية الجيش الأمريكي (على النحو المنصوص عليه في المادة 98).

### استدعاء السفراء 2009
في 5 مايو 2009، أعلن الرئيس موسى داديس كامارا، الذي استولى على السلطة في انقلاب سلمي بعد وفاة الرئيس لانسانا كونتي في 22 ديسمبر 2008، عن استدعاء 30 من سفراء غينيا إلى دول أخرى. صدر الأمر بمرسوم رئاسي على شاشة التلفزيون الحكومي وكان أول خطوة دبلوماسية كبيرة قام بها الزعيم الجديد.
أثر القرار على السفراء في الولايات المتحدة وكوريا الجنوبية وجمهورية الصين الشعبية وفرنسا والمملكة المتحدة وروسيا ومصر وجنوب إفريقيا وإيطاليا واليابان والبرازيل وكوبا وسويسرا وصربيا وماليزيا وإيران والإمارات العربية المتحدة والسنغال ونيجيريا وليبيا وغانا والجزائر والمغرب والجابون وليبيريا وسيراليون وغينيا بيساو، تضم تقريبا جميع السفارات الأجنبية في غينيا.    كما تأثر ممثلو غينيا لدى الاتحاد الأوروبي والأمم المتحدة والاتحاد الأفريقي.
ولم يذكر سبب الاستدعاء.  تقول توكفيل كونيكشن: «تم تعيين معظم السفراء من قبل رئيس الوزراء السابق لانسانا كويات، خلال منصبه من فبراير 2007 حتى مايو 2008»، مما أثار احتمال أن يكون الاستدعاء محاولة من جانب كامارا لإبعاد نفسه عن الحكومة السابقة.
في أواخر مارس 2009، واجه السفير الغيني في صربيا الطرد بسبب مشاركته الشخصية في تهريب السجائر (تم العثور على 1000 علبة سجائر في سيارته بي إم دبليو) لكنه تجنب الاعتقال بسبب الحصانة الدبلوماسية (على الرغم من أنه تم الإعلان عنه كشخص غير مرغوب فيه).

### علاقات ثنائية
| البلد            | بداية العلاقات الرسمية | ملاحظات |
| ---------------- | ---------------------- | --- |
| أرمينيا          | 1992                   | أقام البلدان العلاقات الدبلوماسية في عام 1992. |
| كندا             | مارس 1962              | - كندا معتمدة لدى غينيا من سفارتها في داكار، السنغال. - لدى غينيا سفارة في أوتاوا. |
| الصين            | 14 أكتوبر 1959         | انظر العلاقات بين الصين وغينيا أقامت جمهورية الصين الشعبية وجمهورية غينيا العلاقات الدبلوماسية في 14 أكتوبر 1959. |
| فرنسا            | 1958                   | - لدى فرنسا سفارة في كوناكري. - لدى غينيا سفارة في باريس. |
| غيانا            | 8 يونيو 1970           | أقام البلدان العلاقات الدبلوماسية في 8 يونيو 1970. |
| إسرائيل          | 2016                   | انظر العلاقات بين غينيا وإسرائيل تم قطع العلاقات الدبلوماسية بين غينيا وإسرائيل في عام 1967. استؤنفت في يونيو 2016. |
| المكسيك          | 25 يناير 1962          | - غينيا معتمدة لدى المكسيك من سفارتها في هافانا، كوبا. - المكسيك معتمدة لدى غينيا من سفارتها في أبوجا، نيجيريا. |
| جمهورية كوريا    | 28 أغسطس 2006          | أقيمت العلاقات الدبلوماسية بين جمهورية كوريا وغينيا في 28 آب / أغسطس 2006. كان عدد الكوريين الجنوبيين الذين يعيشون في غينيا 70 عام 2011. |
| الولايات المتحدة |                        | انظر العلاقات بين غينيا والولايات المتحدة أصبحت غينيا أول مستعمرة فرنسية أفريقية تحصل على الاستقلال، في 2 أكتوبر 1958، على حساب الوقف الفوري لجميع المساعدات الفرنسية. بعد تعليق مؤقت بسبب الاضطرابات السياسية على الصعيد الوطني في أوائل عام 2007، استأنف برنامج فيلق السلام في غينيا عملياته في نهاية يوليو. قبل التعليق، كان لفيلق السلام أكثر من 100 متطوع في جميع أنحاء البلاد، ويزيد البرنامج أعداده تدريجياً مرة أخرى. يعمل المتطوعون في أربعة مجالات للمشروع: التعليم الثانوي، البيئة / الحراجة الزراعية، الصحة العامة والوقاية من فيروس نقص المناعة البشرية / الإيدز، وتطوير المشروعات الصغيرة. كما كان لدى غينيا برنامج قوي لـفيلق السلام خلال السنوات القليلة الماضية. - لدى غينيا سفارة في واشنطن العاصمة. - الولايات المتحدة لديها سفارة في كوناكري. |